# 2008-as motokrossz-Benelux-nagydíj
A Benelux-nagydíj a 2008-as FIM-motokrossz-világbajnokság 14. versenye volt. 2008. szeptember 6. és szeptember 7. között rendezték meg a Hollandia területén található Lieropban. 
Az MX1-es kategóriában a holland Marc de Reuver, az MX2-esek között a dél-afrikai Tyla Rattray tudott diadalmaskodni. 
Egyetlen magyar MX1-es versenyzőnk Németh Kornél betegség miatt a nagydíjon nem tudott résztvenni.

## Futam

### MX1
| Helyezés | #   | Versenyző          | Motor    | 1. futam | 2. futam | Össz |
| -------- | --- | ------------------ | -------- | -------- | -------- | ---- |
| 1        | 14  | Marc de Reuver     | Honda    | 25       | 20       | 45   |
| 2        | 9   | Ken de Dycker      | Suzuki   | 13       | 25       | 38   |
| 3        | 12  | Maximilian Nagl    | KTM      | 16       | 22       | 38   |
| 4        | 19  | David Philippaerts | Yamaha   | 20       | 16       | 36   |
| 5        | 6   | Joshua Coppins     | Yamaha   | 18       | 15       | 33   |
| 6        | 7   | Jonathan Barragan  | KTM      | 22       | 8        | 30   |
| 7        | 25  | Clément Desalle    | Suzuki   | 10       | 18       | 28   |
| 8        | 11  | Steve Ramon        | Suzuki   | 14       | 13       | 27   |
| 9        | 27  | Marcus Schiffer    | KTM      | 11       | 14       | 24   |
| 10       | 32  | Manuel Priem       | Kawasaki | 9        | 12       | 21   |
| 11       | 90  | Sébastien Pourcel  | Kawasaki | 12       | 9        | 21   |
| 12       | 111 | Aigar Leok         | Yamaha   | 8        | 11       | 19   |
| 13       | 31  | William Saris      | Yamaha   | 5        | 10       | 15   |
| 14       | 8   | Tanel Leok         | Kawasaki | 15       | 0        | 15   |
| 15       | 10  | Cédric Melotte     | Aprilia  | 4        | 7        | 11   |
| 16       | 28  | Scott Columb       | Suzuki   | 6        | 2        | 8    |
| 17       | 24  | Tom Church         | Kawasaki | 2        | 5        | 7    |
| 18       | 30  | Patrick Roos       | KTM      | 7        | 0        | 7    |
| 19       | 115 | Carlos Campano     | Yamaha   | 0        | 6        | 6    |
| 20       | 36  | Luis Correira      | Suzuki   | 3        | 3        | 6    |
| 21       | 45  | Loic Leonce        | Yamaha   | 1        | 4        | 5    |
| 22       | 20  | Gregory Aranda     | Kawasaki | 0        | 1        | 1    |

### MX2
| Helyezés | #   | Versenyző           | Motor    | 1. futam | 2. futam | Össz |
| -------- | --- | ------------------- | -------- | -------- | -------- | ---- |
| 1        | 4   | Tyla Rattray        | KTM      | 25       | 25       | 50   |
| 2        | 2   | Tommy Searle        | KTM      | 22       | 22       | 44   |
| 3        | 131 | Nicolas Aubin       | Yamaha   | 18       | 20       | 38   |
| 4        | 10  | Rui Goncalves       | KTM      | 20       | 18       | 38   |
| 5        | 24  | Shaun Simpson       | KTM      | 15       | 15       | 30   |
| 6        | 37  | Gert Krestinov      | KTM      | 9        | 16       | 25   |
| 7        | 91  | Matiss Karro        | Honda    | 12       | 13       | 25   |
| 8        | 56  | Evgueni Bobryshev   | Yamaha   | 10       | 14       | 24   |
| 9        | 89  | Jeremy van Horebeek | KTM      | 13       | 11       | 24   |
| 10       | 5   | Gareth Swanepoel    | Kawasaki | 11       | 12       | 23   |
| 11       | 8   | Matti Seistola      | Honda    | 7        | 9        | 16   |
| 12       | 34  | Joel Roelants       | KTM      | 16       | 0        | 16   |
| 13       | 39  | Davide Guarneri     | Yamaha   | 4        | 10       | 14   |
| 14       | 7   | Stephen Sword       | Kawasaki | 6        | 8        | 14   |
| 15       | 13  | Manuel Monni        | Yamaha   | 8        | 6        | 14   |
| 16       | 121 | Xavier Boog         | Suzuki   | 14       | 0        | 14   |
| 17       | 86  | Rob van Vijfeijken  | Yamaha   | 0        | 7        | 7    |
| 18       | 36  | Matteo Bonini       | Yamaha   | 0        | 5        | 5    |
| 19       | 183 | Steven Frossard     | Kawasaki | 5        | 0        | 5    |
| 20       | 185 | Rinus van de Ven    | KTM      | 0        | 4        | 4    |
| 21       | 23  | Carl Nunn           | Suzuki   | 0        | 3        | 3    |
| 22       | 122 | Jan van Hastenberg  | Honda    | 1        | 2        | 3    |
| 23       | 151 | Harri Kullas        | KTM      | 2        | 1        | 3    |
| 24       | 22  | Anthony Boissiere   | KTM      | 3        | 0        | 3    |

- A pontozásról bővebben a motokrossz-pontozási rendszer cikkben lehet tájékozódni.